# Marcelle Geber
Marcelle Geber, née le 2 août 1919 aux Pavillons-sous-Bois et morte le 9 mai 2020 à Boulogne-Billancourt, est une pédopsychiatre française.

## Biographie
Elle fait des études de médecine et soutient sa thèse de doctorat à la faculté de médecine de Paris en 1950.   
Marcelle Geber a travaillé avec Jenny Aubry et John Bowlby à l'étude des carences de soins maternels précoces et de leurs conséquences sur le bébé.  Elle a notamment été directrice des centres de guidance infantile de l'Aisne (en 1998). Forte de cette expérience, elle a été mandatée par l'OMS dans les années 1950 afin d'étudier les particularités de la relation mère-bébé au cours du kwashiorkor.
La première, elle démontre de ses études de terrain en Ouganda et au Mozambique, que le kwashiorkor est en fait lié à l'association d'une dénutrition et de troubles psychologiques affectant la dyade mère-bébé.
Marcelle Geber-Banay a aussi rédigé la biographie de son époux, l’artiste Ben (Banay) :
« Ben (Banay), l’artiste aux trois pays, aux trois noms, peintre, graveur, maître verrier »